# Atelopus mandingues
Atelopus mandingues is een kikker uit de familie padden (Bufonidae) en het geslacht klompvoetkikkers (Atelopus). De soort werd voor het eerst wetenschappelijk beschreven door Mariela Osorno-Muñoz, Maria Cristina Ardila-Robayo en Pedro Miguel Ruíz-Carranza in 2001. Omdat de soort pas sinds recentelijk is beschreven wordt de kikker in veel literatuur nog niet vermeld.
Atelopus mandingues leeft in delen van Zuid-Amerika en komt endemisch voor in Colombia. De kikker is bekend van een hoogte van 2900 tot 3350 meter boven zeeniveau. De soort komt in een relatief klein gebied voor en is hierdoor kwetsbaar. Door de internationale natuurbeschermingsorganisatie IUCN wordt de soort beschouwd als 'kritiek'.
Atelopus mandingues leeft in nevelbossen en in páramo. Het is niet precies bekend hoe het met deze kikker gaat, omdat er in het natuurlijke verspreidingsgebied een guerrillaoorlog aan de gang is.